# 大村昌弘
大村 昌弘（おおむら まさひろ、1978年11月5日 - ）は、埼玉県出身の日本の柔道選手である。階級は100kg超級。身長182cm。

## 経歴
小学校1年の時に体が大きかったことから、近所の道場で柔道を始めた。秩父第一中学から沼津学園高校へ進むと、2年の時には全国高校選手権の無差別で3位になった。1997年には中央大学へ進学して元中量級世界チャンピオンである津沢寿志の指導を受けることになった。2年と3年の時に優勝大会では3位に入った。4年の時にはチームの主将に選ばれた。優勝大会では決勝で明治大学と対戦すると相手エースの棟田康幸に警告で敗れるも、チームは5－1で勝利して実に24年ぶりの優勝を勝ち取ることになった。2001年には平成管財の所属となった。2002年の全日本選手権では伏兵ながら準決勝まで進むも、明治大学4年の棟田に一本背負投の有効で敗れるが3位入賞を果たした。その後は了徳寺学園の職員になると、2006年には72kg超級の元世界ジュニアチャンピオンである2歳年上の外岡裕子と結婚した。また、柔道整復師として両国みどりクリニック勤務となった。

## 戦績
- 1996年 -　全国高校選手権　3位
- 1998年 -　優勝大会　3位
- 1999年 -　優勝大会　3位
- 1999年 -　体重別団体　3位
- 2000年 -　優勝大会　優勝
- 2002年 -　全日本選手権　3位

(出典、JudoInside.com)